# Dor Malul
Dor Malul est un footballeur israélien né le 30 avril 1989 à Tel Aviv. Il joue actuellement à l'Hapoël Haïfa comme défenseur.

## Palmarès
- Coupe d'Israël : 2018